# Museu de Paleontologia Pedro Candolo
O museu de Paleontologia Pedro Candolo fui fundado em 30 de Dezembro de 2016 na cidade de Uchoa, distrito de São José do Rio Preto, interior de São Paulo.
O museu conta com mais de 400 peças que vão desde fósseis de crocodilos até de dinossauros.
O museu foi o resultado de mais de 30 anos de pesquisa do torneiro mecânico Pedro Candolo, este que fora homenageado com o nome do museu.
Pedro Candolo foi um torneiro mecânico que tinha como hobby fazer expedições amadoras em busca de fósseis, descobrindo quatro peças fossilizadas de dinossauros com mais de 65 milhões de anos na região de Uchoa e São José do Rio Preto e, a partir desta descoberta, museu de paleontologia Pedro Candolo foi fundado.
Afim de trazer maior conhecimento e com grande descrições em cima das peças obtidas, o museu é um ponto turístico da cidade de pouco mais de 10mil habitantes.
Dentre todas as peças expostas, estão e seu acervo os fósseis encontradas pelo torneiro mecânico e mais alguns vindo a partir de crocodilos, exemplos de pedras com evidências da existência dos répteis pré históricos na região.